# Big Fletchit
Big Fletchit (* 16. Mai 1916 in Colón, Panama als Owen Campbell; † 15. September 1983 in Düsseldorf) war ein Jazzschlagzeuger, der lange Jahre in Deutschland spielte.
Bereits seit dem 12. Lebensjahr spielte Fletchit Jazz; er trat schon bald mit Jazzgrößen aus Panama, darunter dem Orchester des Saxophonisten Frank J. Jeanmarie auf und war in den 1940er Jahren Mitglied von George Maycock y su Chimbombo.  Sein Spitzname spielt auf die äußerliche Ähnlichkeit mit dem panamaischen Stepptänzer „Steppin’ Fletchit“ an. Mit der Tanz- und Musikshow von Jaime Camino, zu der auch die Band von George Maycock gehörte, kam er 1949 nach Europa. Er trat in George Maycocks „Chic-Combo“ ein und lernte in Hamburg seine zweite Ehefrau Ruth kennen, mit der er dann in Düsseldorf lebte. Seit Mitte der 1950er spielte er dann im George Maycock Quintett bzw. Trio bis zum Tod des Bandleaders. 1976 gründete Campbell sein „Panorama“ Trio mit Jürgen Dahmen und Wally Böcker. Neben seiner Arbeit als Schlagzeuger komponierte er Jazztitel und auch Schlager u. a. für Mona Baptiste. Bei Fans galt er als der „deutsche Gene Krupa“.